# Krameriaceae
Krameriaceae – monotypowa rodzina roślin okrytonasiennych z rzędu parolistowców z rodzajem Krameria. Gatunkiem typowym jest K. ixine L. W obrębie rodzaju wyróżnia się 17–18 gatunków. Zasięg tych roślin obejmuje suche tereny na obu kontynentach amerykańskich od południowych Stanów Zjednoczonych po północne Chile i Argentynę.
Korzenie Krameria lappacea zwane „korzeniami ratanhia” są od XVIII wieku popularnym środkiem o działaniu ściągającym (także w Europie), ze względu na obfitość garbników. W obrębie naturalnego zasięgu rośliny te były wykorzystywane do czyszczenia zębów, także jako źródło barwników. 
Nazwa rodzaju i rodziny upamiętnia Johanna G. H. Kramera (1684-1744) – lekarza armii austriackiej i botanika. Według niektórych źródeł niewykluczone, że także jego syna Williama Heinricha Kramera zmarłego w 1765, także austriackiego przyrodnika.

## Biologia i morfologia

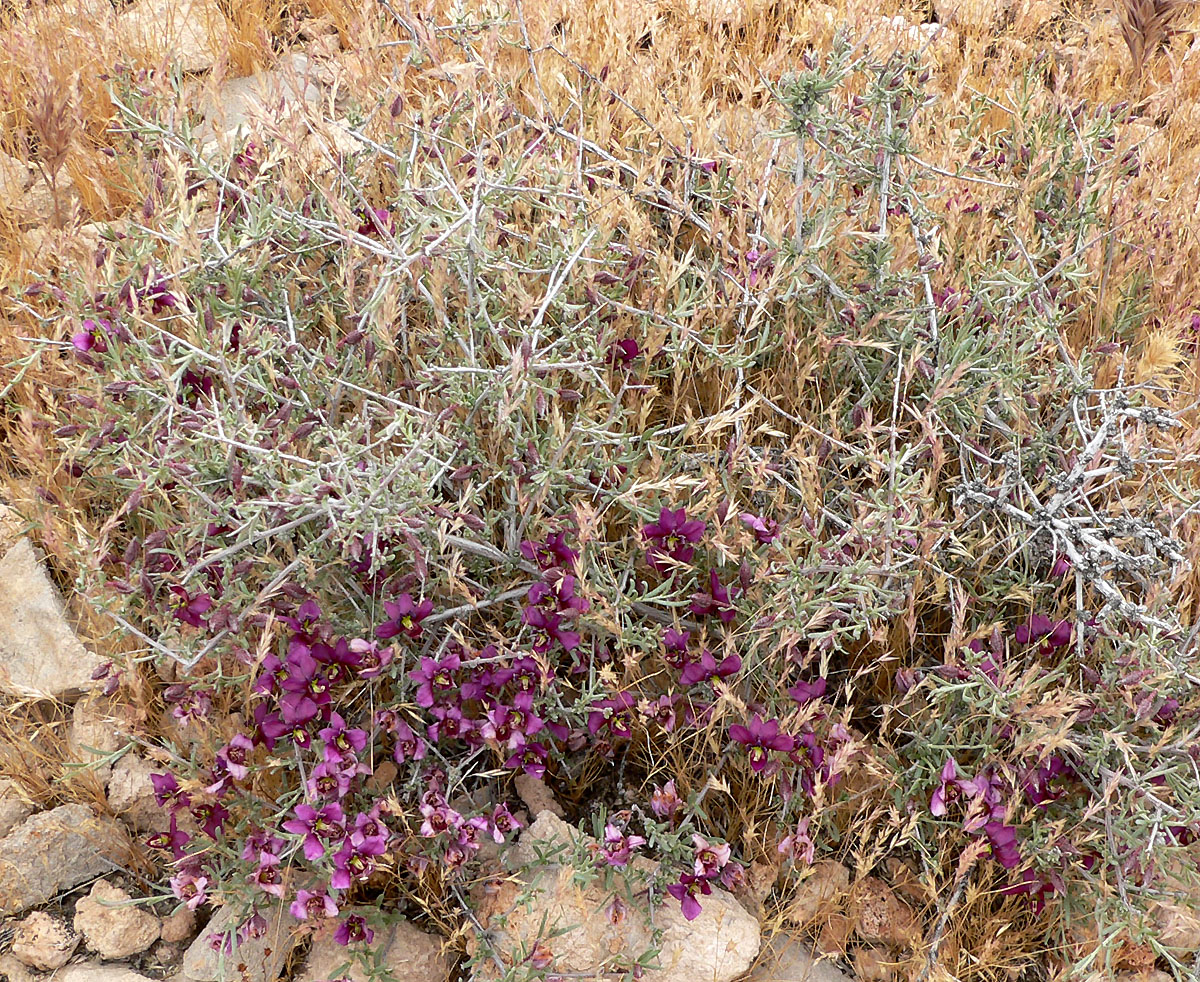
Pokrój Krameria erecta

PokrójSłabo rozgałęziające się krzewy do 2 m wysokości lub pokładające się byliny. Pędy u niektórych gatunków są cierniste.
LiścieDrobne, skrętoległe, pozbawione przylistków, ogonkowe lub siedzące. Blaszki pojedyncze lub trójdzielne, całobrzegie. Pokryte są filcowato jednokomórkowymi włoskami. Użyłkowanie liścia siateczkowate.
KwiatySilnie pachnące, dwubocznie symetryczne, obupłciowe, przypominają kwiaty motylkowatych, wyrastają pojedynczo w kątach liści lub w gronach albo wiechach na końcach pędów. Działki kielicha w liczbie 4 lub 5 są okazałe, eliptyczne i barwne. Korona jest jaskrawo czerwona lub żółta. Trzy płatki są lancetowate lub zwężone u dołu w paznokieć, czasem zrośnięte u dołu i osadzone z jednej strony zalążni, pozostałe dwa są niewielkie i mięsiste. Zawierają one elajofory wabiące pszczoły zapylające kwiaty.  Płodne pręciki zwykle w liczbie 4, rzadziej 5. Mają tęgie nitki zrastające się u nasady. Zalążnia górna składa się z dwóch zrośniętych owocolistków tworzących jedną komorę. Zawiera dwa zalążki. Zalążnia zwieńczona jest długą szyjką słupka z drobnym znamieniem.
OwoceJednonasienne, kuliste i kolczaste określane jako orzech lub torebki.

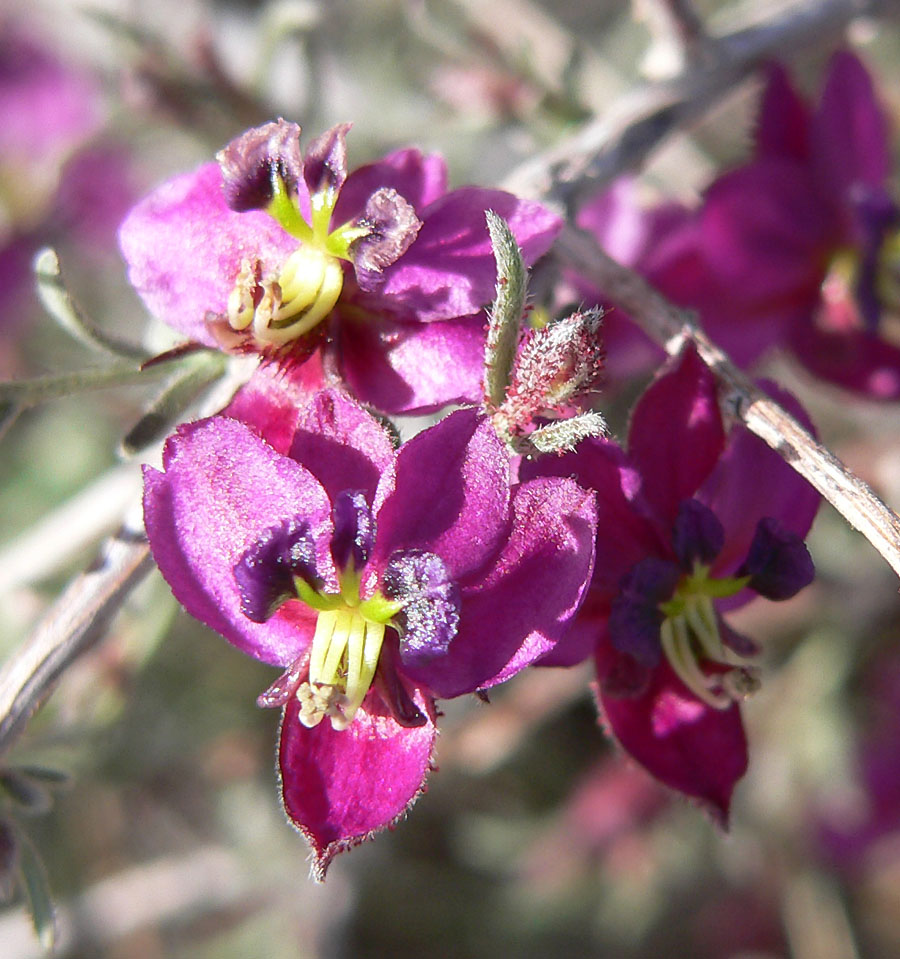
Kwiaty Krameria erecta
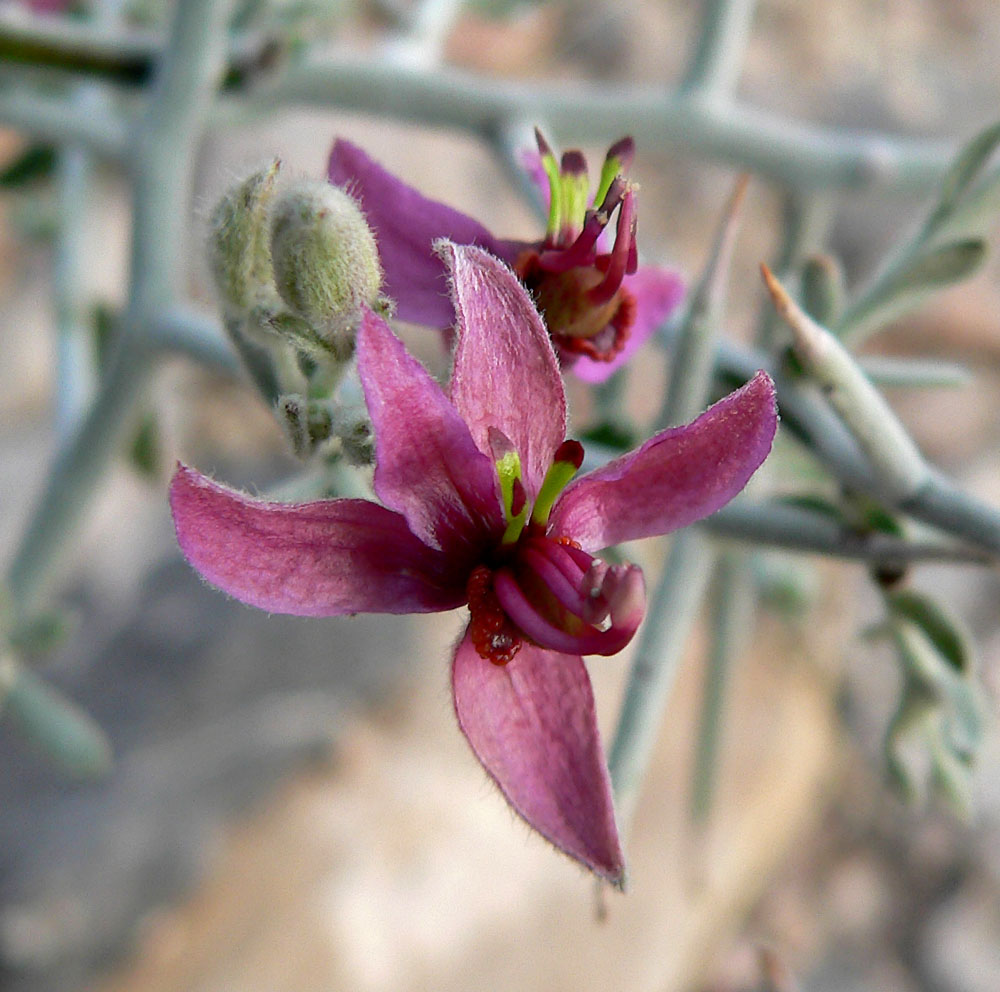
Kwiat Krameria grayi
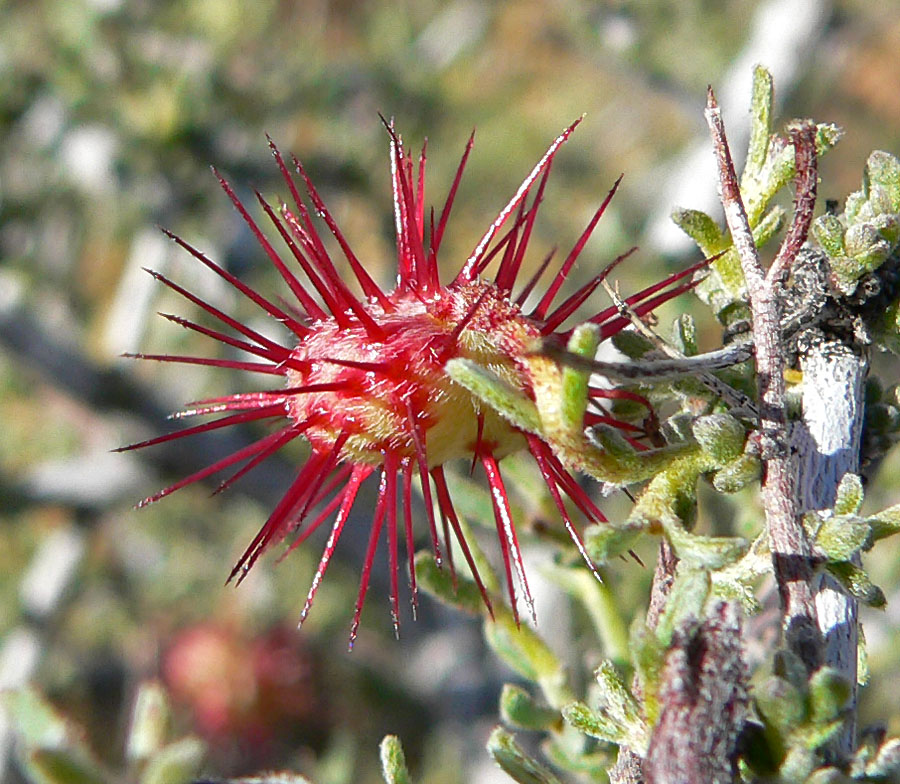
Owoc Krameria erecta
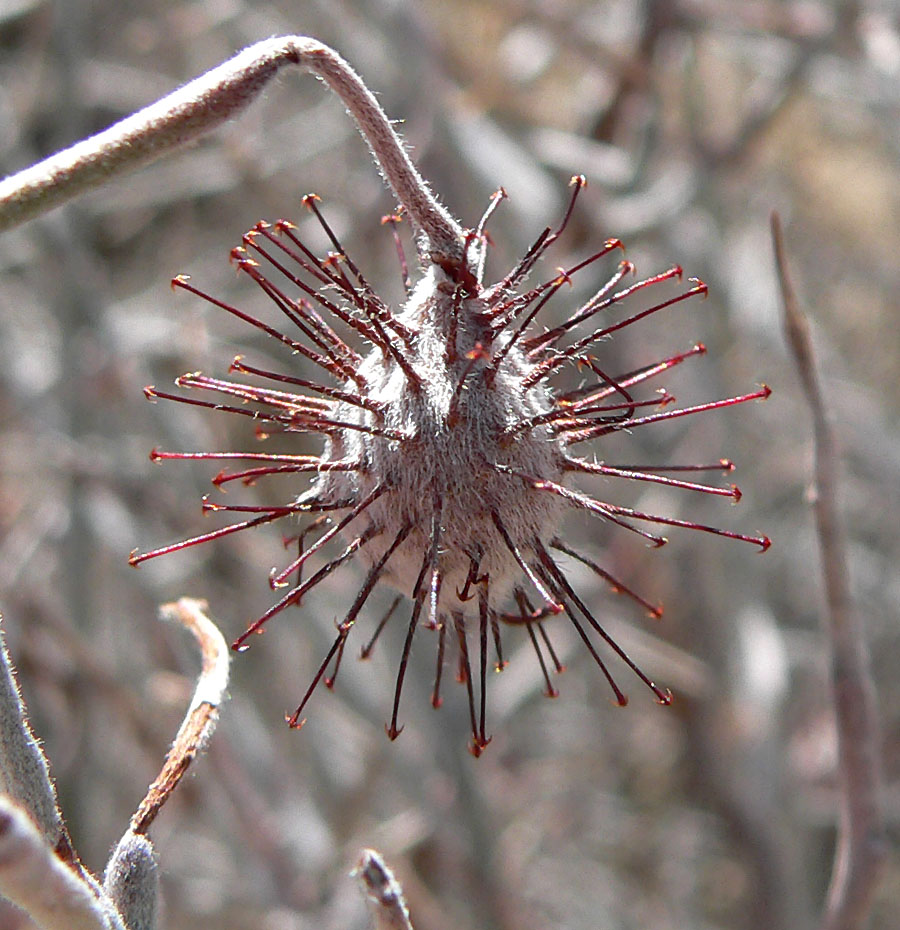
Owoc Krameria grayi

## Biologia i ekologia

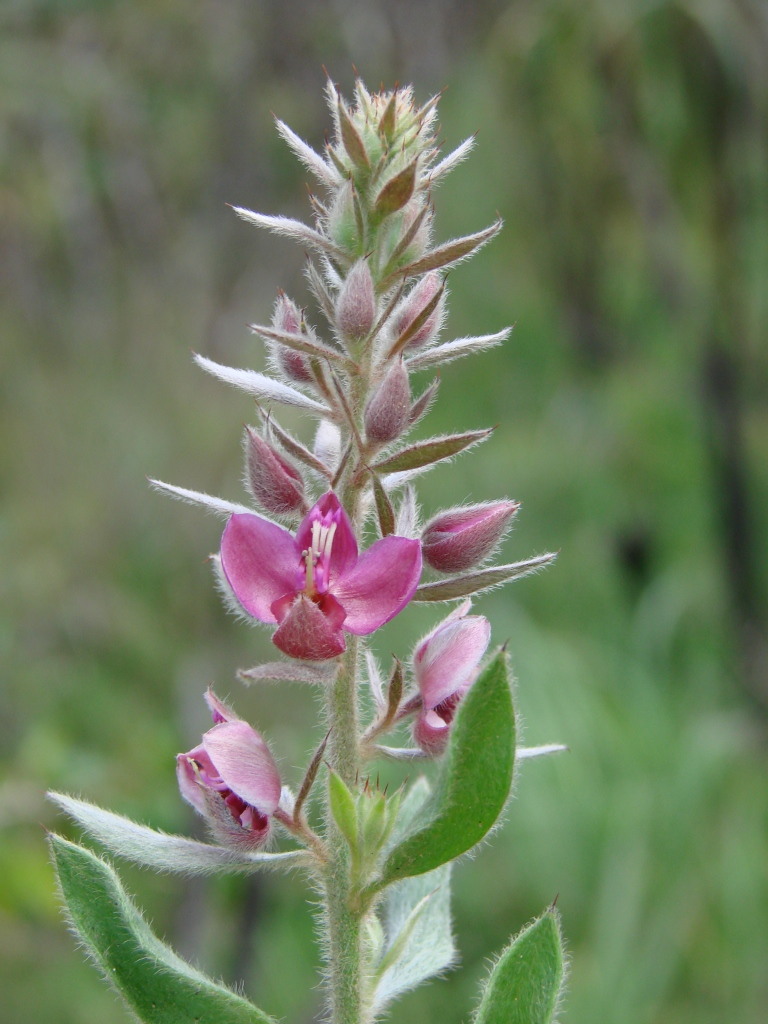
Krameria tomentosa

Rośliny półpasożytnicze. Potrafią asymilować, ale wszystkie gatunki tworzą ssawki korzeniowe, za pomocą których pozyskują substancje odżywcze także z korzeni sąsiednich roślin. Pasożytują na szerokim spektrum roślin żywicielskich, w tym na blisko spokrewnionych krzewach z rodzaju uboczka Larrea z parolistowatych. Wszystkie gatunki zapylane są wyłącznie przez samice pszczół samotnic zbierających oleje z rodzaju Centris.

## Systematyka
Ze względu na pewne podobieństwa morfologiczne rodzaj Krameria wyodrębniany był jako rodzina blisko spokrewniona z krzyżownicowatymi (Polygalaceae) (np. w systemie Cronquista z 1981).
Pozycja systematyczna i podział według APweb (aktualizowany system APG IV z 2016)
Rodzina siostrzana dla parolistowatych (Zygophyllaceae) w obrębie rzędu parolistowców (Zygophyllales) będącego kladem bazalnym różowych właściwych.
Podział
- Krameria bahiana B.B.Simpson
- Krameria bicolor S.Watson
- Krameria cistoidea Hook. & Arn.
- Krameria cytisoides Cav.
- Krameria erecta Willd.
- Krameria grandiflora A.St.-Hil.
- Krameria ixine L.
- Krameria lanceolata Torr.
- Krameria lappacea (Dombey) Burdet & B.B.Simpson
- Krameria pauciflora DC.
- Krameria paucifolia Rose
- Krameria ramosissima S.Watson
- Krameria revoluta O.Berg
- Krameria secundiflora DC.
- Krameria spartioides Klotzsch ex O.Berg
- Krameria tomentosa A.St.-Hil.